# Llista de bisbes de Mèrida-Badajoz
La llista de bisbes de Mèrida-Badajoz inclou els arquebisbes metropolitans de l'antiga seu d'Augusta Emèrita fins a la seva desaparició amb la invasió musulmana a partir de 711; la restauració en una nova seu a la ciutat de Badajoz, que serà elevada a arxidiòcesi a l'inici del segle xix; i finalment, els arquebisbes de Mèrida i Badajoz conjuntament, des de l'elevació de Mèrida com a seu de l'arxidiòcesi el 1994.
| Metropolitans d'Augusta Emèrita            | Metropolitans d'Augusta Emèrita | Metropolitans d'Augusta Emèrita         |
| ------------------------------------------ | ------------------------------- | --------------------------------------- |
| Marçal                                     | ca. 255                         | Primer prelat documentat de Mèrida.     |
| Fèlix                                      | ca. 255                         |                                         |
| Liberi                                     | ca. 295-314                     |                                         |
| Florenci                                   | ca. 347-380                     |                                         |
| Idaci                                      | ca. 380-400                     |                                         |
| Patruí                                     | ca. 400                         |                                         |
| Gregori                                    | 410-420                         |                                         |
| Antoní                                     | 445-449                         |                                         |
| Zenó                                       | 483-492                         |                                         |
| Pau                                        | 530-560                         |                                         |
| Fidel                                      | 560-571                         |                                         |
| Massona                                    | 571-605                         |                                         |
| Innocenci                                  | ca. 605                         |                                         |
| Renovat                                    | ca. 633                         |                                         |
| Esteve I                                   | 633-637                         |                                         |
| Oronci                                     | 637-665                         |                                         |
| Profici                                    | 665-671                         |                                         |
| Fest                                       | 671-681                         |                                         |
| Esteve II                                  | 681-685                         |                                         |
| Màxim                                      | ca. 688                         |                                         |
| Arnulf                                     | ca. 839-862                     |                                         |
| Bisbes de Badajoz                          |                                 |                                         |
| Teodocuto                                  | ca. 904                         |                                         |
| Julio                                      | ca. 932                         |                                         |
| Daniel                                     | ca. 1000                        |                                         |
| Pedro Pérez, O.F.M.                        | ca. 1255                        |                                         |
| Lorenzo Suárez                             | ca. 1264                        |                                         |
| Gil Colonia                                | 1282-1285                       |                                         |
| Juan I                                     | 1286                            |                                         |
| Alfonso                                    | 1287                            |                                         |
| Gil Ruiz                                   | 1290-1295                       |                                         |
| Bernardo                                   | 1300                            |                                         |
| Simón, O.F.M.                              | 1309-1324                       |                                         |
| Bernabé                                    | 1324-1329                       |                                         |
| Juan II                                    | 1329-1335                       |                                         |
| Fernando                                   | 1335-1341                       |                                         |
| Juan III                                   | 1353                            |                                         |
| Alfonso de Toledo y Vargas                 | 1353-1354                       |                                         |
| Juan García                                | 1354-1373                       |                                         |
| Fernando Sánchez                           | 1373-1378                       |                                         |
| Fernando Suárez de Figueroa                | 1379-1398                       |                                         |
| Gonzalo de Alba                            | 1407-1408                       |                                         |
| Diego Badán, O.F.M.                        | 1409-1415                       |                                         |
| Juan de Villalón                           | 1415-1418                       |                                         |
| Juan de Morales, O.P.                      | 1461-1470                       |                                         |
| Nicolás Gómez de Figueroa                  | 1479-1485                       |                                         |
| Pedro Ximénez de Prexamo                   | 1486-1489                       |                                         |
| Bernardino López de Carvajal               | 1489-1493                       |                                         |
| Juan Ruiz de Medina                        | 1493-1495                       |                                         |
| Juan Rodríguez de Fonseca                  | 1495-1499                       |                                         |
| Alfonso Manrique de Lara                   | 1499-1516                       |                                         |
| Pedro Ruiz de la Mota                      | 1516-1520                       |                                         |
| Bernardino de Mesa, O.P.                   | 1521-1524                       |                                         |
| Pedro Sarmiento                            | 1524-1525                       |                                         |
| Pedro González Manso                       | 1525-1532                       |                                         |
| Jerónimo Suárez Maldonado                  | 1532-1545                       |                                         |
| Francisco de Navarra                       | 1546-1556                       |                                         |
| Cristóbal de Rojas                         | 1556-1562                       |                                         |
| Joan de Ribera                             | 1562-1568                       |                                         |
| Diego de Simancas                          | 1568-1578                       |                                         |
| Diego Gómez de Lamadrid, O.SS.T.           | 1578-1601                       |                                         |
| Andrés Fernández de Córdoba                | 1602-1611                       |                                         |
| Juan Beltrán de Guevara                    | 1611-1615                       |                                         |
| Cristóbal de Lobera                        | 1615-1618                       |                                         |
| Pedro Fernández Zorrilla                   | 1618-1627                       |                                         |
| Juan Roco Campofrío                        | 1627-1632                       |                                         |
| Gabriel Ortiz de Sotomayor                 | 1635                            |                                         |
| José de la Zerda                           | 1640-1644                       |                                         |
| Ángel Manrique, O.Cis.                     | 1645-1649                       |                                         |
| Diego López de la Vega                     | 1649-1658                       |                                         |
| Diego de Castillo                          | 1658                            |                                         |
| Gabriel de Esparza                         | 1659-1662                       |                                         |
| Jerónimo Rodríguez de Valderas             | 1662-1668                       |                                         |
| Francisco de Rois y Mendoza, O.Cis.        | 1668-1673                       |                                         |
| Francisco de Lara                          | 1673                            |                                         |
| Agustín Antolínez, O.S.A.                  | 1675-1677                       |                                         |
| Juan Herrero Jaraba                        | 1677-1681                       |                                         |
| Juan Marín y Rodezno                       | 1681-1706                       |                                         |
| Francisco Valero y Losa                    | 1707-1715                       |                                         |
| Pedro de Levanto y Vivabiendo              | 1715-1729                       |                                         |
| Amador Merino y Malaguilla                 | 1730-1755                       |                                         |
| Manuel Pérez Minayo                        | 1755-1779                       |                                         |
| Santiago Palmero                           | 1780-1781                       |                                         |
| Alfonso de Solís y Gragera                 | 1783-1797                       |                                         |
| Gabriel Álvarez de Faria                   | 1797-1802                       |                                         |
| Arquebisbes de Badajoz                     |                                 |                                         |
| Mateo Delgado y Moreno                     | 1802-1841                       | Primer arquebisbe de Badajoz.           |
| Javier Rodríguez Obregón                   | 1848-1853                       |                                         |
| Manuel García Gil                          | 1854-1858                       |                                         |
| Diego Mariano Alguacil                     | 1859-1861                       |                                         |
| Pantaleón Monserrat                        | 1862-1863                       |                                         |
| Joaquín Hernández Herrero                  | 1864-1865                       |                                         |
| Fernando Ramírez Vázquez                   | 1865-1890                       |                                         |
| Francisco Sáenz de Urturi y Crespo, O.F.M. | 1891-1894                       |                                         |
| Ramón Torrijos Gómez                       | 1894                            |                                         |
| José Hevia Campomanes, O.P.                | 1903-1904                       |                                         |
| Félix Soto Mancera                         | 1904-1910                       |                                         |
| Adolfo Pérez Muñoz                         | 1913-1920                       |                                         |
| Ramón Pérez Rodríguez                      | 1920-1930                       |                                         |
| José María Alcaraz y Alenda                | 1930-1971                       |                                         |
| Doroteo Fernández y Fernández              | 1971-1979                       |                                         |
| Antonio Montero Moreno                     | 1980-1994                       |                                         |
| Arquebisbes de Mèrida-Badajoz              |                                 |                                         |
| Antonio Montero Moreno                     | 1994-2004                       | Elevació de Mèrida a seu arxidiocesana. |
| Santiago García Aracil                     | 2004-2015                       |                                         |
| Celso Morga Iruzubieta                     | 2015-Act.                       |                                         |